# Chamaemyia elegans
Chamaemyia elegans is een vliegensoort uit de familie van de Chamaemyiidae. De wetenschappelijke naam van de soort is voor het eerst geldig gepubliceerd in 1809 door Panzer.